# Portable People Meter

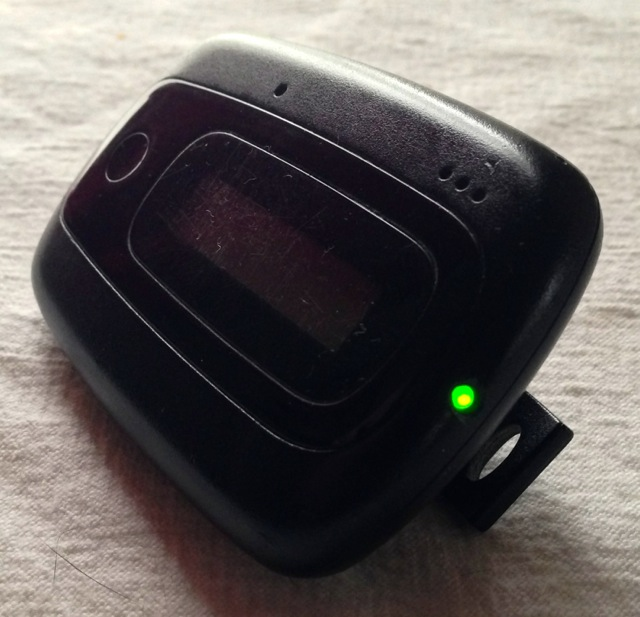
En PPM-enhet bärs av panelmedlemmar för att undersöka mediaexponering.

Portable People Meter (PPM) är en elektronisk mätutrustning som används för att beräkna hur många personer som exponeras för en viss TV- eller radiokanal. Utvalda panelmedlemmar bär på en PPM-enhet som kontinuerligt lyssnar efter en kod som skickas av TV- och radiokanaler. Den digitala koden går inte att höra med det mänskliga örat och kan därför sändas i bakgrunden av den vanliga sändningen.

## Användning

### Kanada
PPM har använts för att mäta tittarsiffror för TV i Québec sedan 2004.

### Norge
De stora radiokanalerna i Norge var 2006 bland de första i världen att gå över till att mäta nationella lyssnarsiffror med Portable people meter. Den norska panelen bestod 2015 av cirka 500 medlemmar med en ålder på 12 år och äldre. Mätningarna utförs av TNS Gallup. Sedan 2014 används PPM dessutom för mäta antal lyssnare för NRK:s digitala kanaler.

### Sverige
De stora aktörerna i den svenska radiobranschen, MTG Radio, SBS Radio och Sveriges Radio, enades 2011 om att övergå till PPM som mätmetod för lyssnarsiffror. Uppdraget att utföra undersökningarna fick TNS Sifo, som påbörjade mätningarna den 1 januari 2013. SIFO har drygt 1 300 panelmedlemmar i åldrarna 12-79 år som underlag för den svenska radiobranschens lyssnarsiffror.